# Loueuse
Loueuse ist eine französische Gemeinde mit 151 Einwohnern (Stand 1. Januar 2022) im Département Oise in der Region Hauts-de-France. Die Gemeinde liegt im Arrondissement Beauvais und ist Teil der Communauté de communes de la Picardie Verte und des Kantons Grandvilliers.

## Geographie
Die Gemeinde liegt rund acht Kilometer westnordwestlich von Marseille-en-Beauvaisis, zehn Kilometer südöstlich von Formerie und sieben Kilometer nördlich von Songeons. Sie schließt das isolierte Gehöft Beaulieu ein.

## Einwohner
| 1962 | 1968 | 1975 | 1982 | 1990 | 1999 | 2006 | 2011 |
| ---- | ---- | ---- | ---- | ---- | ---- | ---- | ---- |
| 175  | 184  | 167  | 134  | 138  | 133  | 144  | 147  |

## Sehenswürdigkeiten
- Kirche Saint-Pierre[1]
- Kapelle Saint-Adrien auf dem Friedhof[2]
- Schloss